# Seznam dílů seriálu Odvážný Crusoe
Toto je seznam dílů seriálu Odvážný Crusoe.

## Přehled řad
| Řada | Díly | Premiéra v USA | Premiéra v USA | Premiéra v ČR | Premiéra v ČR |
| Řada | Díly | První díl      | Poslední díl   | První díl     | Poslední díl  |
| ---- | ---- | -------------- | -------------- | ------------- | ------------- |
| 1    | 13   | 17. října 2008 | 31. ledna 2009 | vysíláno      | vysíláno      |

## Seznam dílů
| Č. v seriálu | Původní název              | Český název                  | Režie              | Scénář          | Premiéra v USA     | Premiéra v ČR |
| ------------ | -------------------------- | ---------------------------- | ------------------ | --------------- | ------------------ | ------------- |
| 1            | Rum and Gunpowder (Part 1) | Rum a střelný prach, část 1. | Stephen Gallagher  | Duane Clark     | 17. října 2008     | vysíláno      |
| 2            | Rum and Gunpowder (Part 2) | Rum a střelný prach, část 2. | Stephen Gallagher  | Duane Clark     | 17. října 2008     | vysíláno      |
| 3            | Sacrifice                  | Oběť                         | Avrum Jacobson     | Jeff Woolnough  | 24. října 2008     | vysíláno      |
| 4            | The Mutineers              | Vzpoura                      | Andrew Rattenbury  | Michael Robison | 31. října 2008     | vysíláno      |
| 5            | High Water                 | Příliv                       | James Moran        | Jeff Woolnough  | 7. listopadu 2008  | vysíláno      |
| 6            | Long Pig                   | Dlouhé prase                 | Nick Fisher        | Michael Robison | 14. listopadu 2008 | vysíláno      |
| 7            | Bad Blood                  | Zlá krev                     | Debbie Oates       | Alex Chapple    | 21. listopadu 2008 | vysíláno      |
| 8            | Heroes & Villains          | Zrada                        | Cameron McAllister | Michael Robison | 6. prosince 2008   | vysíláno      |
| 9            | The Name of the Game       | Název hry                    | Jack Lothian       | Helen Shaver    | 20. prosince 2008  | vysíláno      |
| 10           | Smoke and Mirrors          | Kouř a zrcadla               | Debbie Oates       | Alex Chapple    | 10. ledna 2009     | vysíláno      |
| 11           | The Hunting Party          | Kořist                       | Rohan Gavin        | Helen Shaver    | 17. ledna 2009     | vysíláno      |
| 12           | The Traveler               | Cestovatel                   | Stephen Gallagher  | Michael Robison | 24. ledna 2009     | vysíláno      |
| 13           | The Return                 | Návrat                       | Stephen Gallagher  | Michael Robison | 31. ledna 2009     | vysíláno      |